# Advantageous
Advantageous é um filme estadunidense de drama lançado em 2015, dirigido por Jennifer Phang e escrito por Jacqueline Kim e Jennifer Phang. Estão presentes no elenco Jacqueline Kim, James Urbaniak, Freya Adams, Ken Jeong, Jennifer Ehle, e Samantha Kim. O filme foi lançado exclusivamente para a Netflix em 23 de junho de 2015.

## Elenco
- Jacqueline Kim como Gwen Koh
- James Urbaniak como Fisher
- Freya Adams como Gwen 2.0
- Ken Jeong como Han
- Jennifer Ehle como Isa Cryer
- Samantha Kim como Jules
- Troi Zee como Amanda
- Olivia Horton como Sarai
- Jennifer Ikeda como Lily
- Mercedes Griffeth como Ginger
- Sameerah Luqmaan-Harri como Winnie
- Theresa Navarro como Olivia
- Jeanne Sakata como Soon Yang
- Matthew Kim como Ken
- Rebecca Summers como Appealing Spokesperson
- Ariana Altman como The Masked Girl

## Lançamento
O filme estreou no Festival de Cinema de Sundance em 26 de janeiro de 2015. O filme foi lançado exclusivamente para o Netflix em 23 de junho de 2015.